# Apatochernes antarcticus
Apatochernes antarcticus es una especie de arácnido  del orden Pseudoscorpionida de la familia Chernetidae. Presenta las siguientes subespecies:
- Apatochernes antarcticus antarcticus
- Apatochernes antarcticus knoxi
- Apatochernes antarcticus pterodromae

## Distribución geográfica
Se encuentra en Nueva Zelanda.